# Serguei Prado
Serguei Prado Sañudo (né le 9 mars 1974 à Santa Clara) est un ex footballeur cubain, qui jouait au poste d'attaquant. Il s'est reconverti en entraîneur de futsal.

## Biographie

### Club
Serguei Prado est le meilleur buteur cumulé de l'histoire du championnat de Cuba de football avec 126 buts, tous marqués sous les couleurs de son club du FC Villa Clara où il a joué de 1998 à 2009, avec une brève incursion dans la troisième division norvégienne, au Flekkerøy IL, en 2005 (8 matches disputés).
Après avoir raccroché les crampons, il est devenu entraîneur de futsal et dirige l'équipe du FC Villa Clara depuis juillet 2014. Il avait précédemment entraîné le Deportivo Anzoátegui au Venezuela.

### Sélection
International cubain de 1999 à 2005 (30 sélections et 12 buts marqués), Prado participe aux Coupes caribéennes des nations de 1999 (finaliste) et 2001 (demi-finaliste). Il dispute aussi les qualifications pour la Coupe du monde de 2002.

#### Buts en sélection
| Buts en sélection de Serguei Prado (liste partielle) | Buts en sélection de Serguei Prado (liste partielle) | Buts en sélection de Serguei Prado (liste partielle)       | Buts en sélection de Serguei Prado (liste partielle) | Buts en sélection de Serguei Prado (liste partielle) | Buts en sélection de Serguei Prado (liste partielle) | Buts en sélection de Serguei Prado (liste partielle) |
|                                                      | Date                                                 | Lieu                                                       | Adversaire                                           | Score                                                | Résultat                                             | Compétition                                          |
| ---------------------------------------------------- | ---------------------------------------------------- | ---------------------------------------------------------- | ---------------------------------------------------- | ---------------------------------------------------- | ---------------------------------------------------- | ---------------------------------------------------- |
| 1.                                                   | 13 juin 1999                                         | Hasely Crawford Stadium, Port of Spain (Trinité-et-Tobago) | Trinité-et-Tobago                                    | 1-1                                                  | 1-2 a.p.                                             | CAR 1999                                             |
| 2.                                                   | 10 octobre 1999                                      | Memorial Coliseum, Los Angeles (États-Unis)                | Salvador                                             | 2-0                                                  | 3-1                                                  | QGC 2000                                             |
| 3.                                                   | 5 mars 2000                                          | Estadio Pedro Marrero, La Havane (Cuba)                    | Îles Caïmans                                         | 3-0                                                  | 4-0                                                  | QCM 2002                                             |
| 4.                                                   | 9 mars 2000                                          | La Havane (Cuba)                                           | Nicaragua                                            | 1-0                                                  | 4-0                                                  | Amical                                               |
| 5.                                                   | 2 juillet 2000                                       | Independence Park, Kingston (Jamaïque)                     | Jamaïque                                             | 1-0                                                  | 1-1                                                  | Amical                                               |
| 6.                                                   | 4 juillet 2000                                       | Marvin Lee Stadium, Macoya (Trinité-et-Tobago)             | Trinité-et-Tobago                                    | 1-0                                                  | 1-4                                                  | Amical                                               |
| 7.                                                   | 8 avril 2001                                         | Georgetown (Guyana)                                        | Guyana                                               | 2-0                                                  | 3-0                                                  | CAR 2001                                             |
| 8.                                                   | 18 mai 2001                                          | Marvin Lee Stadium, Macoya (Trinité-et-Tobago)             | Saint-Christophe-et-Niévès                           | 1-1                                                  | 1-1                                                  | CAR 2001                                             |
| 9.                                                   | 5 août 2001                                          | Estadio Pedro Marrero, La Havane (Cuba)                    | Panama                                               | 1-0                                                  | 1-0                                                  | QGC 2002                                             |
| 10.                                                  | 1er décembre 2002                                    | Truman Bodden Stadium, George Town (Îles Caïmans)          | République dominicaine                               | 2-1                                                  | 2-1                                                  | QGC 2003                                             |

NB : Les scores sont affichés sans tenir compte du sens conventionnel en cas de match à l'extérieur (Cuba-Adversaire)

## Palmarès

### En club
- Champion de Cuba en 2002-2003 et 2004-2005 avec le FC Villa Clara.

### En équipe de Cuba
- Finaliste de la Coupe caribéenne des nations en 1999.

### Distinctions individuelles
- Meilleur buteur cumulé de l'histoire du championnat de Cuba de football (126 buts).
- Meilleur buteur du championnat de Cuba de football en 2002-2003 (22 buts) et 2004-2005 (17 buts).